# 悲しみに、こんにちは
『悲しみに、こんにちは』（かなしみに、こんにちは、原題：Estiu 1993、英題：Summer 1993）は、2017年のスペインのドラマ映画。カルラ・シモンの監督デビュー作。

## 評価
第67回ベルリン国際映画祭でプレミア上映され、GWFF第一回作品賞（新人監督賞）など2部門を受賞、第32回ゴヤ賞では新人監督賞など3部門を受賞した。第90回アカデミー賞ではアカデミー外国語映画賞のスペイン代表作品に選出されたが、ノミネートには至らなかった。2018年のガウディ賞では作品賞を受賞した。
日本では2017年秋の第14回ラテンビート映画祭で『夏、1993』という邦題で上映されたのち、2018年7月21日に『悲しみに、こんにちは』という邦題で一般劇場公開された。

## あらすじ
両親を亡くした6歳の少女フリダは、叔父やその家族と一緒に暮らし始める。

## キャスト
- ライア・アルティガス - フリダ
- パウラ・ロブレス - アナ
- ブルーナ・クッシ（スペイン語版） - マルガ
- ダビド・ヴェルダグエル（スペイン語版） - エステバ
- フェルミ・レイザック - 祖父